# Gertrud Wysse Hägg
Gertrud Wysse Hägg, gift Wysse Feininger, född 8 maj 1912 i Stockholm, död 3 mars 2006 i New York, var en svensk grafisk formgivare, illustratör och porslinmålare utbildad vid Bauhausskolan. Hägg var gift med den amerikanska fotografen Andreas Feininger. 1939 emigrerade Wysse Feininger till USA med sin familj och levde och verkade där till sin död. 

## Liv och verk
Efter att ha gått ut Franska skolan i Stockholm började hon sin konstnärliga utbildning vid Kungliga Konsthögskolan i Stockholm. Från 1931 studerade hon grafisk design vid Bauhaus i Dessau. Där träffade hon Andreas Feininger, arkitekt, fotograf och äldste sonen till målaren Lyonel Feininger.
Efter att Bauhaus stängde återvände hon till Sverige 1933 och formgav olika porslinsdekorer för den svenska porslinstillverkaren Gustavsberg, där hennes farbror Wilhelm Kåge var konstnärlig ledare. De mest kända dekorerna som hon skapat omfattar Tomtenisse, Gullebarn och Ballon.
I juli 1933 följde Andreas Feininger henne till Sverige efter att ha misslyckats med att få arbetstillstånd i Paris. De gifte sig den 30 augusti 1933 och deras son Tomas föddes den 21 september 1935.
Då hennes man inte fick anställning som utländsk arkitekt i Sverige vände han sig till arkitektfotografi och publicerade 1934 sin första fotobok Menschen vor der Kamera. Efter andra världskrigets utbrott förlorade Feininger sitt arbetstillstånd som utlänning i Sverige. I slutet av 1939 beslutade därför familjen att emigrera. De lämnade landet den 6 december 1939 med passagerarfartyget Oslofjord över Bergen och bosatte sig inledningsvis i New York, där Lyonel och Julia Feininger redan bosatt sig 1937. 
I USA arbetade Wysse Feiniger främst som reklamkonstnär och illustratör för barnböcker, och ibland även som kläddesigner. Hon bistod sin man i hans flera hundra fotoreportage från 1943, främst för tidskriften Life. Efter Andreas Feiningers död kurerade hon utställningar och hanterade hans konstnärliga arv. 
Fram till sin död bodde hon i New York där hon avled den 3 maj 2006 i sin lägenhet på Manhattan.

## Eftermäle
Porslinsdesignen från Gustavsbergs fabrik av Wysse Feininger presenteras i flera permanenta utställningar, exempelvis på Nationalmuseum och i specialutställningar, bland annat 2015 i Grassi-museet i Leipzig och 2019 i Rian Designmuseum i Falkenberg.
År 2019 dedikerade Lyonel Feininger Gallery i Quedlinburg specialutställningen Die Feiningers. Ett familjeporträtt på Bauhaus till familjens konstnärliga utveckling. I utställningen ingick också Gertrud Wysse Hägg-Feiningers konstnärliga verk.